# Фіделіс Гадзама
Фіделіс Гадзама (англ. Fidelis Gadzama; нар. 20 жовтня 1979) — нігерійський легкоатлет, що спеціалізується на спринті, олімпійський чемпіон 2000 року.

## Кар'єра
| Рік                 | Змагання                     | Місто               | Місце               | Дисципліна            | Примітки            |
| Представник Нігерія | Представник Нігерія          | Представник Нігерія | Представник Нігерія | Представник Нігерія   | Представник Нігерія |
| ------------------- | ---------------------------- | ------------------- | ------------------- | --------------------- | ------------------- |
| 1999                | Чемпіонат світу              | Севілья, Іспанія    | —                   | естафета 4×400 метрів | DSQ                 |
| 2000                | Олімпійські ігри             | Сідней, Австралія   | 1                   | естафета 4×400 метрів | 2:58.68             |
| 2001                | Чемпіонат світу в приміщенні | Лісабон, Португалія | 5                   | естафета 4×400 метрів | 3:16.53             |